# باناه علي خان
باناه علي خان (1693 - 1759 أو 1763) هو مؤسس دولة خانية قراباغ تحت الولاية الفارسية.